# بکی مودی
بکی مودی (انگلیسی: Becky Moody؛ زادهٔ ۱۶ مارس ۱۹۸۰) سوارکار زن اهل بریتانیا است.
وی در مسابقات کشوری و بین‌المللی در مجموع برندهٔ ۱ مدال برنز شده است.